# Andrea Leand
Andrea Leand (née le 18 janvier 1964) est une joueuse de tennis américaine, professionnelle du début des années 1980 à 1994. 
Elle a atteint le 19e rang mondial en simple le 14 février 1983 et le 135e en double le 24 octobre 1994.
Trois années consécutives, elle a joué le 4e tour en simple à l'US Open, en 1981, 1982 et 1983 (respectivement battue par Barbara Potter, Martina Navrátilová et Ivanna Madruga).
Andrea Leand a remporté deux tournois WTA pendant sa carrière, celui de Pittsburgh en simple et celui de Zurich en double dames, tous deux en 1984.

## Palmarès

### Titre en simple dames
| No | Date       | Nom et lieu du tournoi          | Catégorie   | Dotation | Surface         | Finaliste       | Score         |          |
| -- | ---------- | ------------------------------- | ----------- | -------- | --------------- | --------------- | ------------- | -------- |
| 1  | 23-01-1984 | Ginny of Pittsburgh, Pittsburgh | VS Tour C1+ | 50 000 $ | Moquette (int.) | Pascale Paradis | 0-6, 6-2, 6-4 | Parcours |

### Finale en simple dames
Aucune

### Titre en double dames
| No | Date       | Nom et lieu du tournoi  | Catégorie  | Dotation | Surface         | Partenaire       | Finalistes                           | Score    |          |
| -- | ---------- | ----------------------- | ---------- | -------- | --------------- | ---------------- | ------------------------------------ | -------- | -------- |
| 1  | 29-10-1984 | European Indoors Zurich | VS Tour C3 | 50 000 $ | Moquette (int.) | Andrea Temesvári | Claudia Kohde-Kilsch Hana Mandlíková | 6-1, 6-3 | Parcours |

### Finales en double dames
| No | Date       | Nom et lieu du tournoi               | Catégorie  | Dotation  | Surface         | Vainqueures                    | Partenaire      | Score    |          |
| -- | ---------- | ------------------------------------ | ---------- | --------- | --------------- | ------------------------------ | --------------- | -------- | -------- |
| 1  | 26-03-1984 | Virginia Slims of New England Boston | VS Tour C3 | 150 000 $ | Moquette (int.) | Barbara Potter Sharon Walsh    | Mary Lou Piatek | 7-6, 6-0 | Parcours |
| 2  | 30-04-1984 | Triumph International Johannesburg   | VS Tour C3 | 150 000 $ | Dur (int.)      | Rosalyn Fairbank Beverly Mould | Sandy Collins   | 6-1, 6-2 | Parcours |

## Parcours en Grand Chelem

### En simple dames
| Année | Open d'Australie (janvier) | Open d'Australie (janvier) | Internationaux de France | Internationaux de France | Wimbledon       | Wimbledon        | US Open         | US Open        | Open d'Australie (décembre) | Open d'Australie (décembre) |
| ----- | -------------------------- | -------------------------- | ------------------------ | ------------------------ | --------------- | ---------------- | --------------- | -------------- | --------------------------- | --------------------------- |
| 1981  | n/a                        | n/a                        | -                        | -                        | -               | -                | 4e tour (1/8)   | Barbara Potter | -                           | -                           |
| 1982  | n/a                        | n/a                        | 4e tour (1/8)            | Hana Mandlíková          | 2e tour (1/32)  | C. Kohde-Kilsch  | 4e tour (1/8)   | M. Navrátilová | 2e tour (1/16)              | Leslie Allen                |
| 1983  | n/a                        | n/a                        | 1er tour (1/64)          | Kathy Rinaldi            | 3e tour (1/16)  | Virginia Wade    | 4e tour (1/8)   | Ivanna Madruga | -                           | -                           |
| 1984  | n/a                        | n/a                        | -                        | -                        | 1er tour (1/64) | Camille Benjamin | 2e tour (1/32)  | M. Navrátilová | 2e tour (1/16)              | Elizabeth Minter            |
| 1985  | n/a                        | n/a                        | 1er tour (1/64)          | Laura Arraya             | 1er tour (1/64) | Elizabeth Smylie | -               | -              | -                           | -                           |
| 1990  | 2e tour (1/32)             | Donna Faber                | -                        | -                        | 3e tour (1/16)  | Zina Garrison    | 1er tour (1/64) | Wiltrud Probst | n/a                         | n/a                         |
| 1991  | 2e tour (1/32)             | Amy Frazier                | -                        | -                        | 1er tour (1/64) | Pam Shriver      | -               | -              | n/a                         | n/a                         |
| 1993  | -                          | -                          | -                        | -                        | -               | -                | 1er tour (1/64) | E. Likhovtseva | n/a                         | n/a                         |

À droite du résultat, l’ultime adversaire.

### En double dames
| Année | Open d'Australie (janvier)   | Open d'Australie (janvier) | Internationaux de France     | Internationaux de France   | Wimbledon                   | Wimbledon                 | US Open                      | US Open                   | Open d'Australie (décembre)   | Open d'Australie (décembre) |
| ----- | ---------------------------- | -------------------------- | ---------------------------- | -------------------------- | --------------------------- | ------------------------- | ---------------------------- | ------------------------- | ----------------------------- | --------------------------- |
| 1981  | n/a                          | n/a                        | -                            | -                          | -                           | -                         | 2e tour (1/16) Zina Garrison | R. Fairbank Tanya Harford | -                             | -                           |
| 1982  | n/a                          | n/a                        | 2e tour (1/16) A. Temesvári  | Rosie Casals W. Turnbull   | 2e tour (1/16) A. Temesvári | Chris Evert Kathy Rinaldi | -                            | -                         | 1er tour (1/16) Zina Garrison | Navrátilová Pam Shriver     |
| 1983  | n/a                          | n/a                        | 1er tour (1/32) M. L. Piatek | E. Goolagong P. Teeguarden | 1/4 de finale M. L. Piatek  | Rosie Casals W. Turnbull  | 2e tour (1/16) M. L. Piatek  | Petra Delhees Pat Medrado | -                             | -                           |
| 1984  | n/a                          | n/a                        | -                            | -                          | 2e tour (1/16) M. L. Piatek | Rene Blount J. Newberry   | 2e tour (1/16) M. L. Piatek  | Tine Scheuer C. Tanvier   | 1er tour (1/16) A. Temesvári  | P. Paradis C. Suire         |
| 1985  | n/a                          | n/a                        | 3e tour (1/8) Sandy Collins  | Navrátilová Pam Shriver    | 2e tour (1/16) C. Bassett   | I. Demongeot N. Tauziat   | -                            | -                         | -                             | -                           |
| 1990  | 2e tour (1/16) Julie Halard  | N. Medvedeva Leila Meskhi  | -                            | -                          | -                           | -                         | -                            | -                         | n/a                           | n/a                         |
| 1991  | 1er tour (1/32) S. Loosemore | Louise Stacey Jane Taylor  | -                            | -                          | -                           | -                         | -                            | -                         | n/a                           | n/a                         |

Sous le résultat, la partenaire ; à droite, l’ultime équipe adverse.

### En double mixte
| Année | Open d'Australie (janvier), | Open d'Australie (janvier), | Internationaux de France    | Internationaux de France    | Wimbledon                     | Wimbledon                   | US Open | US Open | Open d'Australie (décembre), | Open d'Australie (décembre), |
| ----- | --------------------------- | --------------------------- | --------------------------- | --------------------------- | ----------------------------- | --------------------------- | ------- | ------- | ---------------------------- | ---------------------------- |
| 1982  | n/a                         | n/a                         | 2e tour (1/8) Mel Purcell   | Sandy Collins Haroon Ismail | 1er tour (1/32) F. Buehning   | J. Russell Steve Denton     | -       | -       | n/a                          | n/a                          |
| 1983  | n/a                         | n/a                         | -                           | -                           | 2e tour (1/16) John Newcombe  | Zina Garrison Rodney Harmon | -       | -       | n/a                          | n/a                          |
| 1984  | n/a                         | n/a                         | -                           | -                           | 1er tour (1/32) John Newcombe | W. Turnbull John Lloyd      | -       | -       | n/a                          | n/a                          |
| 1985  | n/a                         | n/a                         | 3e tour (1/8) Matt Mitchell | Paula Smith F. González     | 1er tour (1/32) John Newcombe | W. Turnbull John Lloyd      | -       | -       | n/a                          | n/a                          |

Sous le résultat, le partenaire ; à droite, l’ultime équipe adverse.

## Parcours aux Jeux olympiques

### En simple dames
| # | Date       | Nom de l'olympiade         | Surface    | Résultat      | Ultime adversaire      | Score    |          |
| - | ---------- | -------------------------- | ---------- | ------------- | ---------------------- | -------- | -------- |
| 1 | 06/08/1984 | Olympic Games, Los Angeles | Dur (ext.) | 2e tour (1/8) | Angelikí Kanellopoúlou | 6-3, 6-3 | Parcours |

## Parcours en Coupe de la Fédération
| #                                                              | Date       | Lieu        | Surface    | Gagnante(s)                      | Perdante(s)                      | Score    |          |
|                                                                |            |             |            |                                  |                                  |          |          |
| 1982 - 2e tour (groupe mondial) - États-Unis - Mexique - 3 : 0 |            |             |            |                                  |                                  |          |          |
| 1                                                              | 19/07/1982 | Santa Clara | Dur (ext.) | Andrea Leand Martina Navrátilová | Claudia Hernandez Heliane Steden | 6-2, 6-0 | Parcours |

## Classements WTA

### Classements en simple en fin de saison
| Année | 1983 | 1984 | 1986 | 1987 | 1988 | 1989 | 1990 | 1991 | 1992 | 1993 | 1994 |
| Rang  | 48   | 35   | 218  | 328  | 292  | 152  | 144  | 181  | 602  | 341  | 442  |

Source : (en) « Classements de Andrea Leand », sur le site officiel du WTA Tour

### Classements en double en fin de saison
| Année | 1988 | 1989 | 1990 | 1991 | 1992 | 1993 | 1994 |
| Rang  | 592  | 286  | 228  | 725  | -    | 217  | 179  |

Source : (en) « Classements de Andrea Leand », sur le site officiel du WTA Tour